# Typ 95 Ha-Gō
Der Typ 95 Ha-Gō (japanisch 九五式軽戦車 ハ号 Kyūgo-shiki kei-sensha Ha-Gō, deutsch ‚Typ 95 Leichter Panzer Ha-Gō‘) war ein japanischer leichter Panzer, der von 1935 (Kōki 2595, daher die Typbezeichnung) bis 1945 von den Kaiserlich Japanischen Streitkräften eingesetzt wurde.

## Geschichte
Anfang der 1930er-Jahre begann das Kaiserlich Japanische Heer mit Experimenten zur mechanisierten Kriegsführung, die Infanterie mit Panzern kombinierte. Dafür wurde die Infanterie mit Lastkraftwagen beweglich gemacht. Die aber zur Verfügung stehenden Panzer wie der Typ 89 I-Gō waren mit 26 km/h Höchstgeschwindigkeit zu langsam, um mit den mindestens 40 km/h schnellen Lkw mitzuhalten und die Tankette Typ 92 Jū-Sōkōsha unzureichend bewaffnet bzw. gepanzert, um ausreichende Feuerunterstützung geben zu können. Daher wurde vorgeschlagen, einen neuen Leichten Panzer zu bauen, für den die Infanterie- und die Kavallerieschule im Juni 1933 die Spezifikationen festlegten.

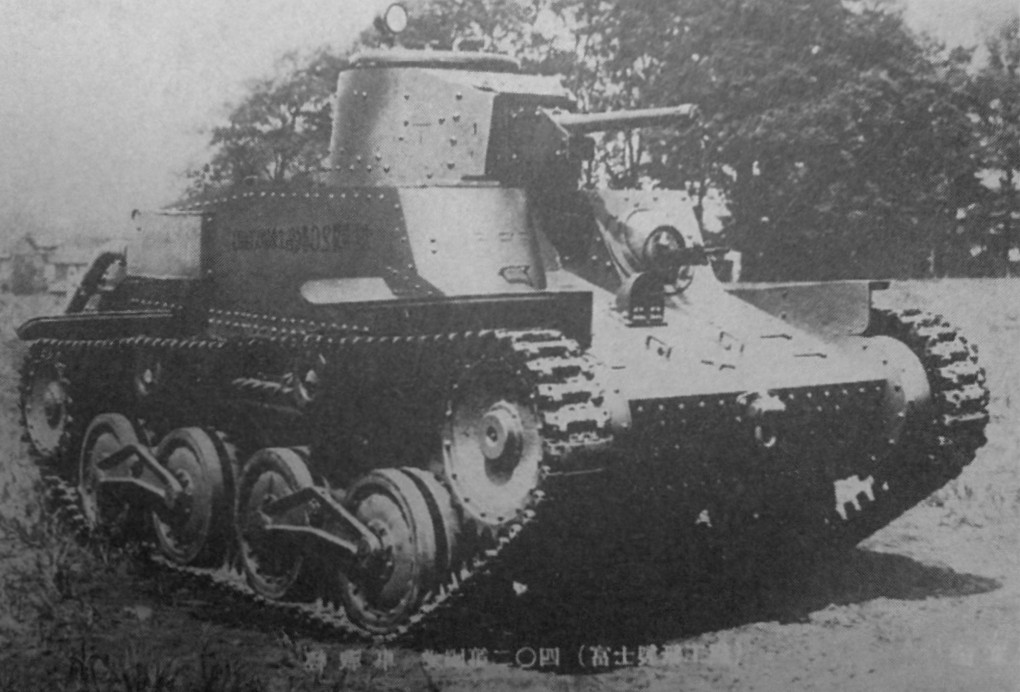
Aufnahme des Prototyps des Typ 95 Ha-Gō, Sommer 1934

Als Entwicklungs- und Herstellerfirma wurde Mitsubishi gewählt. Diese sollte ein Fahrzeug mit einem Gewicht von 7 t, einer Höchstgeschwindigkeit von 40 km/h und maximalen Außenmaßen von 4,3 m Länge, 2 m Breite sowie 2,28 m Höhe entwickeln. Die Bewaffnung sollte aus einer 37-mm-Kanone in einem Drehturm und einem Maschinengewehr im Bug bestehen. Die bis zu 12 mm starke Panzerung sollte gegen 7,7-mm-Hartkern-Munition schützen und es sollte so weit wie möglich die neue Schweißtechnik zur Anwendung kommen. Des Weiteren sollte der Zugang zum Kampfraum über eine zweigeteilte Luke im Turmdach ermöglicht werden und als Motor ein neu entwickelter luftgekühlter Dieselmotor von Mitsubishi zur Anwendung kommen, wie er auch schon im Typ 89 I-Gō eingebaut wurde. Bei dessen Unterbringung im Heck war darauf zu achten, dass der Motor von innen her erreichbar war. Daher musste sein Einbau nach rechts versetzt erfolgen. Als Laufwerk war eine verstärkte bzw. größere Version des Fahrwerks der in der Entwicklung befindlichen Tankette Typ 94 TK vorgesehen.
Noch im Jahr 1933 wurde im Heeres-Arsenal in Sagami mit dem Bau eines Prototyps begonnen, der bis zum Juni 1934 fertiggestellt wurde. Die mit diesem Fahrzeug durchgeführten Erprobungen verliefen positiv, aber der Panzer war mit 7,5 Tonnen zu schwer und musste daher überarbeitet werden, um sein Gewicht auf 6,5 Tonnen zu senken. Da die zuständigen Verantwortlichen der Infanterie aber Zweifel an der Fähigkeit zur Infanterieunterstützung hatten, wurde der Prototyp im Winter 1934/35 für weitere Erprobungen in die Mandschurei verlegt. Auf Grund weiterer dort gemachter positiver Erfahrungen wurde zwischen Juni und November 1935 ein weiteres Erprobungsfahrzeug gefertigt.
Ebenfalls im Jahr 1935 wurde entschieden, das Fahrzeug als Hauptpanzer für die mechanisierten Einheiten (Selbstständige gemischte Brigade) zu verwenden. Die anfänglichen Bedenken von Infanterieoffizieren, dass die Panzerung unzureichend sei, wurden durch die Argumente der Kavallerie zurückgewiesen, dass die verbesserte Geschwindigkeit und Bewaffnung die dünne Panzerung kompensiere und der Typ 95 Ha-Gō den verfügbaren Alternativen (Tanketten: Typ 92 Jū Sōkōsha und Typ 94 TK) immer noch überlegen sei.

## Fertigung
Mitsubishi begann im Jahr 1936 mit der Fertigung des Fahrzeugs und ging ab 1938 zur Massenproduktion über, wobei andere Hersteller (Arsenal Sagami, Arsenal Kokura, Hitachi, Niigata Tekkosho und Kobe Seikosho) mit einbezogen wurden.
| Herstellungszahlen des Typ 95 Ha-Gō |      |      |      |      |      |      |      |      |      |      |           |
| Jahr                                | 1934 | 1935 | 1936 | 1937 | 1938 | 1939 | 1940 | 1941 | 1942 | 1943 | Insgesamt |
| Stückzahl                           | 01   | 01   | 031  | 080  | 053  | 115  | 422  | 705  | 655  | 239  | 2302      |

### Varianten/Projekte

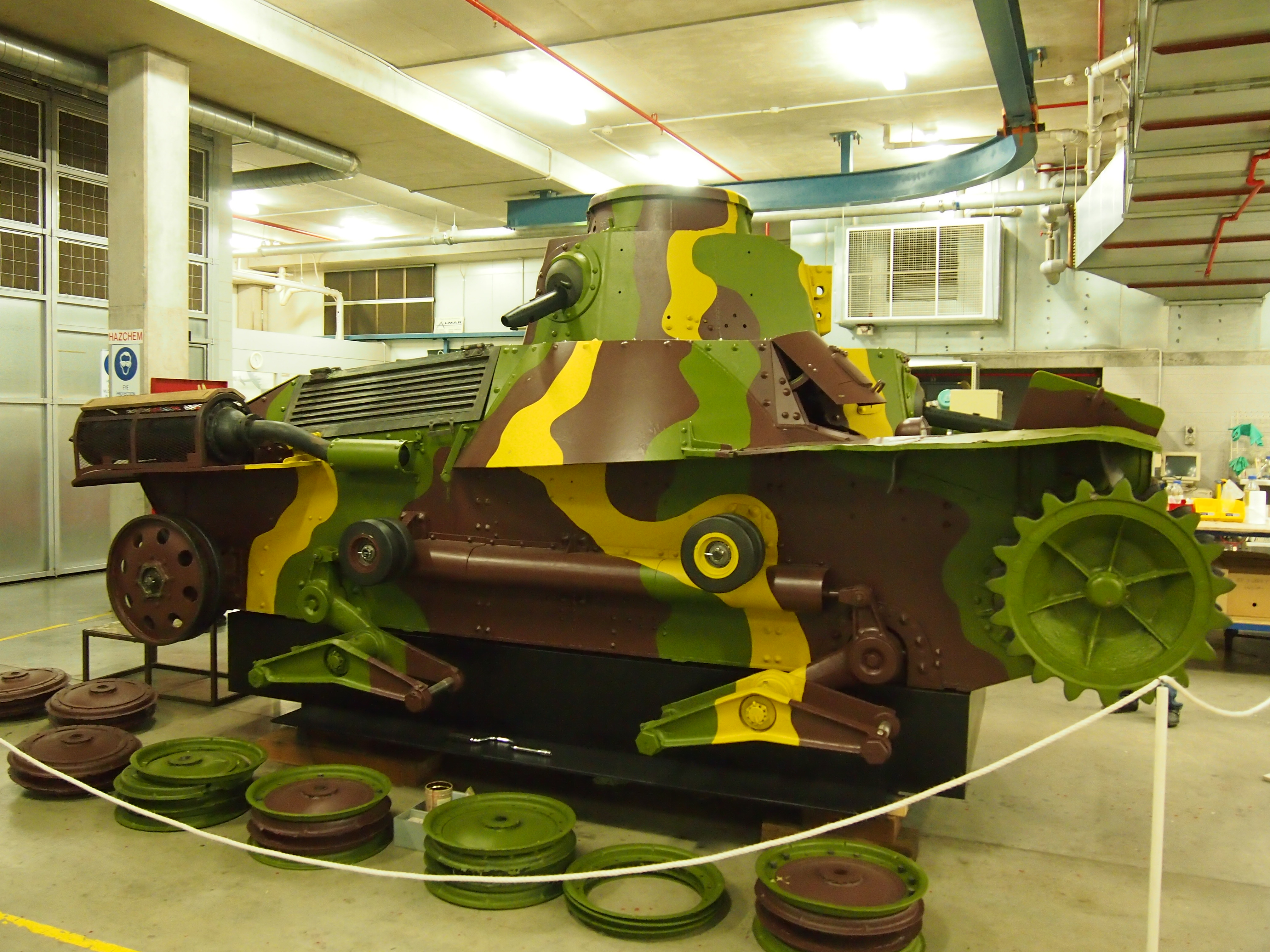
Typ 95 Ha-Gō Restauration des Laufwerks (Sept. 2012)

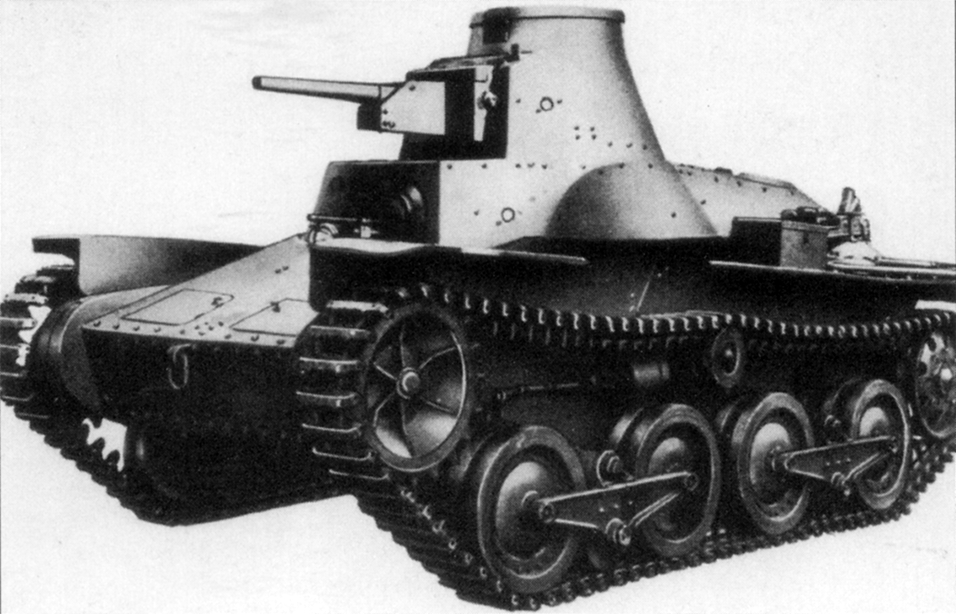
Typ 95 Ha-Gō mit verändertem Laufwerk (Hokuman-Version)

- Typ 95 Ha-Gō (frühe Version) – Fahrzeug produziert bis 1937 mit weniger als 100 Exemplaren, Hauptbewaffnung 37-mm-Kanone Typ 94 und zwei 6,5-mm-Bordmaschinengewehre Typ 91, 110-PS-Dieselmotor, Höchstgeschwindigkeit 40 km/h

- Typ 95 Ha-Gō (Hokuman-Version) – Spezialversion für den Einsatz in China mit verändertem Laufwerk auf Grund von Problemen mit Sorghumgras, diese Version wurde im Japanisch-Sowjetischen Grenzkonflikt von 1938/39 eingesetzt. Sie wird manchmal als „mandschurisches Modell“ bezeichnet.

- Typ 95 Ha-Gō (späte Version) – Hauptmodell mit Verbesserungen an Motor und Bewaffnung.

- Typ 3 Ke-Ri – 1942 wurde versucht, den Typ 95 Ha-Gō durch den Einbau einer 57-mm-Kanone – der Hauptwaffe des Typ 97 Chi-Ha – einer Kampfwertsteigerung zu unterziehen. Da der Originalturm aber zu klein für diese Waffe war, wurde der Turm leicht modifiziert. Anfang 1944 wurde ein Panzer entsprechend umgerüstet und als Typ 3 Ke-Ri getestet. Dabei wurde festgestellt, dass auch ein modifizierter Turm nicht ausreichend Platz für die vorgesehene Kanone bieten würde und das Projekt eingestellt.[4]

- Typ 4 Ke-Nu – Umrüstung von Fahrgestellen des Typ 95 Ha-Gō auf die 57-mm-Kanone.

- Typ 4 Ho-To – Panzerhaubitze, mit 12-cm-Haubitze (ein Prototyp)

- Typ 5 Ho-Ru – Ein leichter Jagdpanzer, ähnlich dem deutschen Jagdpanzer 38, mit 47-mm-Kanone in einer halbgeschlossenen Kasematte und verändertem Fahrwerk. Die Entwicklung begann im Februar 1945, wobei bis zum Kriegsende nur ein Prototyp fertiggestellt wurde.[5][6]

## Einsatz

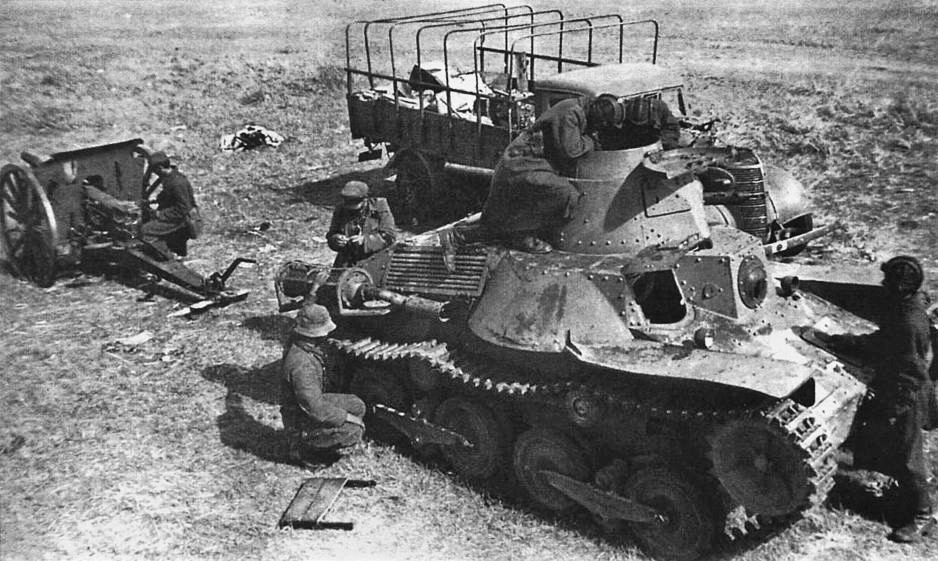
Sowjetische Soldaten untersuchen einen erbeuteten Typ 95 Ha-Gō

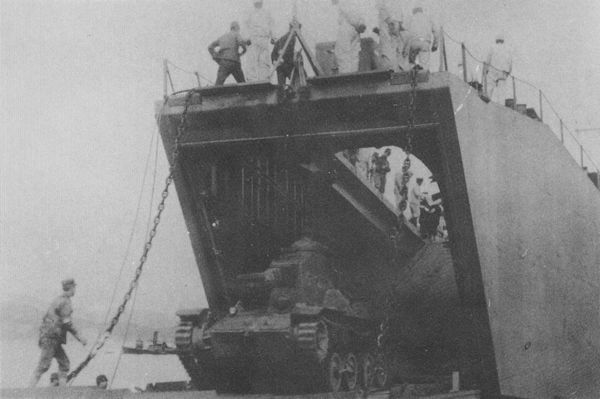
Anlandung eines Typ 95 Ha-Gō durch ein japanisches Landungsschiff im Februar 1944

Der Typ 95 Ha-Gō wurde erstmals 1937 in China eingesetzt und erwies sich trotz der nur wenigen bis dahin gebauten Fahrzeuge, zusammen mit dem Typ 89, als gut im Kampf gegen die nur mäßig ausgerüsteten chinesischen Truppen. Der erste wirkliche Bewährungstest fand im Juni 1939 während des Japanisch-Sowjetischer Grenzkonflikts statt. In diesem wurden die Typ 95, Typ 89 und einige Typ-94-Tanketten gegen sowjetische BT-5 und BT-7 eingesetzt. Die sowjetischen Panzer zeigten sich in diesem Konflikt überlegen, da sie mit ihrer 45-mm-Kanone die japanischen Fahrzeuge bereits auf 1000 Meter zerstören konnten, während die Japaner dafür auf weniger als 600 Meter herankommen mussten.
Mit dem Beginn des Pazifikkrieges wurde der Panzer gegen amerikanische und britische Kräfte eingesetzt. Im Feldzug auf der malaiischen Halbinsel und bei der Besetzung Burmas wurden die Ha-Gō im Dschungelkrieg eingesetzt, wo sie sich aufgrund ihrer Robustheit und leichten Gewichts bewährten, da sie schnell dorthin vorstoßen konnten, wo die Alliierten sie nicht erwarteten. Im Rahmen der Schlacht um die Philippinen kam es zu einigen Gefechten mit amerikanischen Panzern des Typ M3 Stuart. Diese erwiesen sich als technisch überlegen, aber die japanischen Panzerbesatzungen konnten dies durch eine bessere Ausbildung und mehr Erfahrung ausgleichen.
Auf Grund ihres geringen Gewichts wurden sie fast überall im Pazifik eingesetzt, von Guadalcanal bis Okinawa, und waren dadurch vielfach in Gefechte verwickelt. Ab 1944 zeigte sich deutlich, dass das Fahrzeug veraltet war, da es dem vielfach auftretenden US-amerikanischen M4 Sherman und anderen in Massen produzierten modernen Panzerabwehrmitteln nichts entgegenzusetzen hatte.

### Verwendung in anderen Ländern

#### Thailand
Im Jahr 1940 wurden 50 Fahrzeuge an Thailand verkauft und durch dessen Militär in Kämpfen gegen den burmesischen Shan-Staat eingesetzt. Nach dem Zweiten Weltkrieg wurden diese Panzer bis zu ihrer Außerdienststellung weiter verwendet.

#### China
Einige Fahrzeuge wurden für Ausbildungszwecke an das Heer des japanischen Marionettenstaates Mandschukuo abgegeben und dort zwischen 1943 und 1945 verwendet. Des Weiteren wurden erbeutete Fahrzeuge durch die Nationalrevolutionäre Armee bzw. Volksbefreiungsarmee eingesetzt.

## Technische Daten
| Typ 95 Ha-Gō                  |                                                       |                                                       |
|                               | Frühe Ausf.                                           | Späte Ausf.                                           |
| 0Allgemeine Eigenschaften     |                                                       |                                                       |
| Gewicht                       | 7,4 t                                                 | 7,4 t                                                 |
| Länge                         | 4,38 m                                                | 4,38 m                                                |
| Breite                        | 2,06 m                                                | 2,06 m                                                |
| Höhe                          | 2,13 m                                                | 2,13 m                                                |
| 0Bewaffnung                   |                                                       |                                                       |
| Hauptbewaffnung               | 37-mm-Kanone Typ 94                                   | 37-mm-Kanone Typ 98                                   |
| Kaliberlänge (KwK)            | L/46,1                                                |                                                       |
| Rohrlänge (KwK)               | 1,707 m                                               |                                                       |
| Sekundärbewaffnung            | 2 × Schweres Bord-MG Typ 91                           | 2 × Schweres Bord-MG Typ 97                           |
| Munitionsvorrat               | KwK: 119 MG: 2940                                     | KwK: 119 MG: 2940                                     |
| Panzerung                     |                                                       |                                                       |
| Wannenfront                   | 12 mm / 70°                                           | 12 mm / 70°                                           |
| Wannenseite                   | 12 mm / 90°                                           | 12 mm / 90°                                           |
| Wannenheck                    | 8 mm / 80°                                            | 8 mm / 80°                                            |
| Turmfront                     | 12 mm / 80°                                           | 12 mm / 80°                                           |
| Turmseite                     | 12 mm / 80°                                           | 12 mm / 80°                                           |
| Turmheck                      | 12 mm / 75°                                           | 12 mm / 75°                                           |
| Turmdecke                     | 6 mm                                                  | 6 mm                                                  |
| Beweglichkeit                 |                                                       |                                                       |
| Motor                         | 6-Zylinder-Dieselmotor Mitsubishi A6120VD luftgekühlt | 6-Zylinder-Dieselmotor Mitsubishi A6120VD luftgekühlt |
| Leistung bei min              | 110 PS (80 kW)/1800                                   | 120 PS (90 kW)/1800                                   |
| Hubraum                       | 14,4 l                                                | 14,4 l                                                |
| Gänge (V/R)                   | 5/1                                                   | 5/1                                                   |
| Gewichtsbezogene Leistung     | 16,2 PS/t                                             | 16,2 PS/t                                             |
| Höchstgeschwindigkeit Straße  | 40 km/h                                               | 45 km/h                                               |
| Höchstgeschwindigkeit Gelände | 29 km/h                                               | 29 km/h                                               |
| Kraftstoffvorrat              | 131 l                                                 | 131 l                                                 |
| Fahrbereich                   | 209 km                                                | 209 km                                                |